# Nationalpark Hamburgisches Wattenmeer
Das Hamburgische Wattenmeer ist ein Teil des Wattenmeeres der Nordsee und Nationalpark. Als Exklave der Freien und Hansestadt Hamburg liegt es nordwestlich vor Cuxhaven im Mündungsgebiet der Elbe zur Nordsee (Deutsche Bucht).
Der Nationalpark ist zugleich Biosphärenreservat und von der UNESCO mit den anderen deutschen Wattenmeerparks und dem niederländischen Wattenmeer als Weltnaturerbe anerkannt. Er grenzt im Südwesten und im Osten an das Gebiet des Nationalparks Niedersächsisches Wattenmeer und umfasst neben den eigentlichen Wattgebieten auch die Insel Neuwerk und die Düneninseln Scharhörn und Nigehörn, die alle zum Stadtteilgebiet Hamburg-Neuwerk gehören.
Das Hamburgische Wattenmeer besteht überwiegend aus Sand- und Mischwatten mit flachen Prielen, Sandplaten und den oben genannten Inseln.

## Nationalpark
Auf Beschluss der Hamburgischen Bürgerschaft am 9. April 1990 wurde das Hamburger Gebiet in der Elbmündung fast gänzlich zum Nationalpark Hamburgisches Wattenmeer (NPHW) umgewidmet. Diese Einstufung ersetzte damit das LSG Neuwerk, das NSG Neuwerker und Scharhörner Watt und das NSG Insel Neuwerk/Kleiner Vogelsand. Am 5. April 2001 wurde das Gesetz aktualisiert und damit das Nationalparkgebiet erweitert.
Die Gesamtfläche des Nationalparkes (Schutzzone 1 und Schutzzone 2) umfasst 13.750 ha. Gebiete der Zone 1 stehen unter besonderem Schutz. So sind zum Beispiel Wattwanderungen und Kutschfahrten nur auf ausgewiesenen Wegen erlaubt.
Innerhalb des Nationalparkes gibt es rund 2000 Tierarten, davon etwa 250, die nur in den Salzwiesen des Wattenmeeres vorkommen. Besonders erwähnenswert sind Seehunde und Kegelrobben. Aufgrund des natürlichen Sedimenteintrags gibt es im Mündungsbereich der Elbe ein hohes Nahrungsangebot für Jungfische und Seevögel. Der Nationalpark ist daher ein bedeutendes Rast- und Mausergebiet für Seevögel.
So leben beispielsweise  Brandgänse von den Wattschnecken, die zu Hunderttausenden auf der Wattoberfläche zu finden sind. Die etwa 180.000 Vögel zählende nordwesteuropäische Brandgans-Population verbringt außerdem ihre Mauserzeit zwischen Juli und September in dem Wattenmeer, das durch die drei Nationalparks  Niedersächsisches Wattenmeer,  Schleswig-Holsteinisches Wattenmeer und Hamburgisches Wattenmeer geschützt ist. Auch etwa 200.000 Eiderenten verbringen hier ihre Mauserzeit; etwa 1000 Eiderentenpaare nutzen das Watt der Nordsee als Brutgebiet. Die meisten davon brüten auf der Insel Amrum.
Gleichzeitig ist das Wattenmeer Rastgebiet für Brutvögel nordischer Länder, die sich hier die Fettreserven anfressen, die sie für eine erfolgreiche Brut benötigen. So finden sich im gesamten Wattenmeer etwa 10–12 Millionen Watvögel, Gänse, Enten und Möwen ein.
Insbesondere im Bereich des Vogelschutzes besteht eine enge Zusammenarbeit mit dem Verein Jordsand.

## Weitere Schutzprogramme

### UNESCO-Welterbe
Seit dem 27. Juni 2011 gehört das Hamburgische Wattenmeer – wie schon seit 2009 das schleswig-holsteinische, das niedersächsische und das niederländische Wattenmeer – zum UNESCO-Welterbe „Naturerbe Wattenmeer“. Seit 2014 gehört auch der dänische Nationalpark Vadehavet zu diesem Verbund.

### UNESCO-Biosphärenreservat
Seit 1992 ist der Nationalpark auch als Biosphärenreservat Hamburgisches Wattenmeer anerkannt, dies wertete den Nationalpark zusätzlich auf, da er seither gemäß dem UNESCO-Programm „man and biosphere“ unter internationalem Naturschutz steht. Zuständig für die Betreuung und die nationalen Angelegenheiten des Biosphärenreservats ist die Nationalpark-Verwaltung.

### EU Natura 2000
Das Gebiet ist auch Teil des EU-weiten Netzes von Schutzgebieten im Rahmen der Natura 2000 als
Flora-Fauna-Habitat sowie in der Vogelschutzrichtlinie.

### Ramsar
Seit dem 1. August 1990 ist der Nationalpark auch als 'Feuchtgebiet von internationaler Bedeutung' im Rahmen der Ramsar-Konvention gelistet.

## Historie des Schutzstatus
Der Neuwerker Lehrer Heinrich Gechter bemühte sich bereits 1911 um die Einrichtung der Vogelfreistätte Scharhörn.
Er erreichte eine Unterschutzstellung der Insel Scharhörn und eines Teils der umgebenden Sandbank (40 ha) als Naturschutzgebiet zu dem 1. Dezember 1939. 1967 wurde es auf 170 ha erweitert.
Zum 28. Oktober 1986 wurde ein erheblicher Teil des Neuwerk-Scharhörner Wattes als NSG ausgewiesen. Ebenfalls war das Neuwerker Ostvorland und der kleine Vogelsand als NSG ausgewiesen. Am 9. April 1990 wurde der Nationalpark ausgewiesen und am 5. April 2001 erweitert.

## Filmografie
- Im Nationalpark Wattenmeer. Dokumentarfilm, 45 Min., Deutschland, 1998, von Jens-Uwe Heins und Michael Sutor, Produktion: Komplett-Media-GmbH, Grünwald (ISBN 3-89672-492-4)
- ...mehr als Wasser und Sand – Nationalpark Hamburgisches Wattenmeer, Dokumentarfilm, 30 Minuten, Deutschland, 1992, von Helmke Kaufner und Peter Kaufner, Produktion CINEDESIGN AV GmbH, Hamburg
- ...zwischen Küste und Meer – Vögel im Nationalpark Hamburgisches Wattenmeer, Dokumentarfilm, 28 Minuten, Deutschland, 1994, von Helmke Kaufner und Peter Kaufner, Produktion CINEDESIGN AV GmbH, Hamburg